# 和歌山県立なぎ看護学校
和歌山県立なぎ看護学校（わかやまけんりつなぎかんごがっこう）は、和歌山県新宮市にある公立の看護専門学校。
保健師助産師看護師法に定める看護師養成機関で、和歌山県が運営する全日制の専修学校である。

## 沿革
- 1995年 (平成7年) - 和歌山県新宮市蜂伏に開校
- 2025年 (令和7年) - 2026年度(令和8年度)入学者選抜試験から社会人特別枠人試を開始[1][2]

## 学科
- 看護学科

## 修業年限
- 3年（全日制）

## 入学定員
- 1学年40名（3学年計120名）

## 入学資格
- 高等学校を卒業（見込みを含む）した者、または学校教育法第90条第1項に該当する者

## 入試科目
- 推薦入試 - 数学Ⅰ、小論文、面接
- 社会人入試 - 数学Ⅰ、小論文、面接
- 一般入試 - 英語コミュニケーションⅠ（筆記のみ）、数学Ⅰ、現代の国語、生物基礎、面接

## 学費 （2025年度実績）
- 入学金 - 22,000円
- 授業料 - 120,600円（年間）

## 履修単位
- 102単位（3,000時間）

## 学内設備
- 教室
- 看護実習室
- 在宅看護実習室
- 母性看護実習室
- 情報科学演習室
- 視聴覚室
- 調理実習室
- 化学実験室
- 図書室
- アリーナ（体育館）
- 更衣室
- 学生用駐車場

## 年間行事
- 入学式（4月）[3]
- 学年交流会（4月）
- １日まちの保健室（５月）
- オープンキャンパス 7月）[4]
- 看護宣誓式（10月）[5]
- 看護技術大会（3月）
- 卒業式（3月）[6]

## 実習協力病院
- 新宮市立医療センター（新宮市）
- 那智勝浦町立温泉病院（那智勝浦町）
- 紀南病院組合立紀南病院（三重県南牟婁郡御浜町）

## 卒業後の資格
- 看護師国家試験受験資格
- 保健師・助産師学校受験資格

## 所在地
- 〒647-0072　和歌山県新宮市蜂伏20番39号

- 最寄り駅は、JR紀伊佐野駅（徒歩約15分）
- 最寄りのバス停は、市立医療センター（熊野御坊南海バス、徒歩約1分）